# Tommy Noonan
Ne pas confondre avec Tom Noonan (né en 1951), également acteur, producteur, scénariste et réalisateur américain.

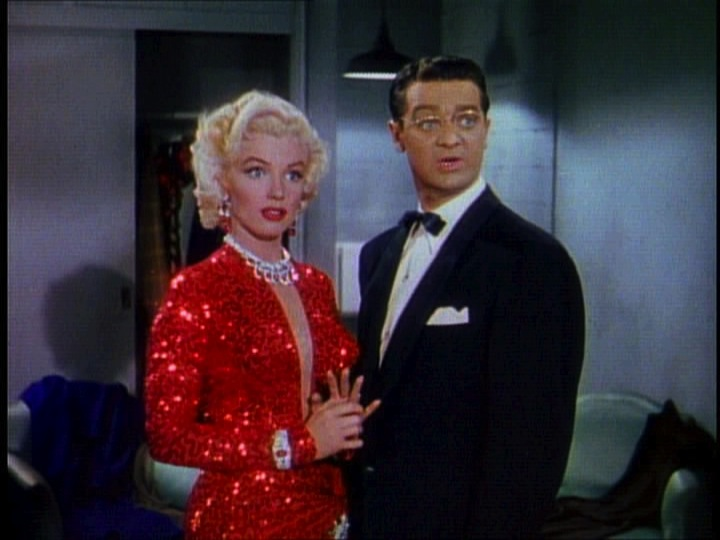
Avec Marilyn Monroe, dans Les hommes préfèrent les blondes (1953)

Tommy Noonan (parfois crédité Tom Noonan) est un acteur, producteur, scénariste et réalisateur américain, de son vrai nom Thomas Patrick Noone, né le 29 avril 1921 à Bellingham (État de Washington), mort le 24 avril 1968 à Los Angeles — Quartier de Woodland Hills (Californie).

## Biographie
Demi-frère de John Ireland, il débute lui-même au cinéma comme acteur en 1938, sous le pseudonyme de Tommy Noonan, et participe en tout à cinquante films américains (parfois dans des petits rôles non crédités), le dernier sorti en 1967. Interprétant quelquefois des personnages comiques, il forme d'ailleurs avec Peter Marshall (en), sous le nom de Noonan and Marshall, un duo comique qui se produit de la fin des années 1940 au début des années 1960, entre autres à la scène.
Mentionnons deux de ses rôles les mieux connus : celui de Gus Esmond, le futur époux de Lorelei Lee (Marilyn Monroe), dans Les hommes préfèrent les blondes (1953) d'Howard Hawks ; et celui du musicien Danny McGuire, aux côtés de Judy Garland, dans Une étoile est née (version 1954) de George Cukor.
Il est également producteur et scénariste de trois films, respectivement sortis en 1959, 1963 et 1964 (où il est aussi acteur). En outre, il est le réalisateur de l'un d'eux, 3 Nuts in Search of a Bolt (en) (en) (1964), avec Mamie Van Doren.
À la télévision, en plus de prestations comme lui-même (notamment le duo comique pré-cité), Tommy Noonan joue dans neuf séries, diffusées entre 1949 et 1967.
Au théâtre, il se produit à Broadway (New York) dans deux pièces, en 1944 et 1961.
Il meurt en 1968, à quelques jours de son 47e anniversaire, des suites d'une tumeur du cerveau.

## Filmographie partielle
Comme acteur, sauf mention complémentaire

### Au cinéma
- 1938 : Des hommes sont nés (Boys Town) de Norman Taurog
- 1945 : Dick Tracy de William Berke
- 1946 : The Truth about Murder de Lew Landers
- 1946 : From This Day Forward de John Berry
- 1946 : Bedlam de Mark Robson
- 1946 : The Bamboo Blonde d'Anthony Mann
- 1947 : Dernière lune de miel (Lost Honeymoon) de Leigh Jason
- 1947 : Né pour tuer (Born to kill) de Robert Wise
- 1948 : Jungle Patrol de Joseph M. Newman
- 1949 : J'ai tué Jesse James (I shoot Jesse James) de Samuel Fuller
- 1949 : I cheated the Law d'Edward L. Cahn
- 1949 : Nous avons gagné ce soir (The Set-Up) de Robert Wise
- 1949 : Le Traquenard (Trapped) de Richard Fleischer
- 1949 : Bastogne (Battleground) de William A. Wellman
- 1949 : Madame porte la culotte (Adam's Rib) de George Cukor
- 1951 : La Ronde des étoiles (Starlift) de Roy Del Ruth (avec le duo Noonan and Marshall)
- 1953 : Les hommes préfèrent les blondes (Gentlemen prefer Blondes) d'Howard Hawks
- 1954 : Une étoile est née (A Star is born) de George Cukor
- 1955 : Deux Filles en escapade (How to Be Very, Very Popular) de Nunnally Johnson
- 1955 : Les Inconnus dans la ville (Violent Saturday) de Richard Fleischer
- 1956 : Les Rois du jazz (The Best Things in Life are Free) de Michael Curtiz
- 1956 : Le Bébé de Mademoiselle (Bundle of Joy) de Norman Taurog
- 1956 : La Fille de l'ambassadeur (The Ambassador's Daughter) de Norman Krasna
- 1958 : Une fille qui promet (The Girl Most Likely) de Mitchell Leisen
- 1961 : Swingin' Along (en) de Charles Barton
- 1964 : 3 Nuts in Search of a Bolt (+ producteur, scénariste et réalisateur)

### À la télévision
- 1961 : Première série Perry Mason, Saison 5, épisode 5 The Case of the Crying Comedian
- 1967 : Batman, Saison 2, épisode 54 Waterloo pour Batman (Batman's Waterloo) de James B. Clark

## Théâtre (à Broadway)
- 1944 : Men to the Sea d'Herbert Kubly
- 1961 : How to make a Man de William Welsh, avec Barbara Britton, Erik Rhodes